# Думбия, Сулейман
Сулейма́н Кели́ Думбия́ (фр. Souleyman Keli Doumbia; род. 24 сентября 1996, Париж) — ивуарийский футболист, защитник клуба «Стандард» и сборной Кот-д’Ивуара.

## Клубная карьера
Родился в Париже. Обучался в академии «Пари Сен-Жермен», но основной состав не играл, выступая за дубль в Насьонале 2. Летом 2016 года перебрался в клуб итальянской серии B — «Бари». 22 октября состоялся дебют Думбия в итальянском клуба. В игре с «Трапани» он на 72-й минуте вышел на поле вместо Риккардо Маньеро. 31 января 2017 года на правах аренды до конца сезона перешёл в «Виченцу», в составе которой сыграл всего три матча.
9 июля 2017 года ивуариец переехал в швейцарскую Суперлигу, отправившись в аренду в «Грассхоппер». Его дебютная игра в составе «кузнечиков» состоялась 23 июля в первом туре стартовавшего чемпионата с «Цюрихом». Думбия с первых же матчей завоевал твёрдое место в стартовом составе и в первом же сезоне провёл за команду 33 игры, в которых заработал 7 жёлтых карточек. По окончании сезона защитник подписал со швейцарцами полноценный контракт.
15 января 2019 года вернулся во Францию, подписав трёхлетнее соглашение с «Ренном». Первую игру за новый клуб провёл 23 января против «Сент-Приве Сент-Илера» в рамках кубка Франции, когда вышел на поле на 71-й минуте встречи вместо Джеймса Леа Силики. По итогам сезона 2018/19 «Ренн» стал обладателем Кубка Франции. В январе 2020 к Думбия стали проявлять интерес представители различных клубов: французского «Анже», нидерландского «Утрехта», валлийского «Кардифф Сити» и российского «Локомотива».
В итоге 31 января Думбия на правах аренды до конца сезона перешёл в «Анже». Впервые появился на поле в футболке новой команды 4 февраля в выездной игре с «Монако», завершившейся минимальным поражением 0:1.

## Карьера в сборной
Выступал за юношеские и молодёжные сборные Кот-д’Ивуара. В июне 2019 года в преддверии Кубка африканских наций был впервые вызван в национальную сборную Кот-д’Ивуара. Дебютировал за неё в товарищеской встрече с Угандой. Думбия вышел в стартовом составе и на 74-й минуте был заменён на Вонло Кулибали. На континентальном первенстве принял участие в одном матче — стартовой встрече с Южной Африкой, выйдя за три минуты до окончания основного времени.

## Достижения
Ренн
- Обладатель Кубка Франции: 2018/19

## Статистика выступлений

### Клубная статистика
| Выступление        | Выступление      | Выступление      | Лига | Лига | Кубки | Кубки | Конт.кубки | Конт.кубки | Итого | Итого |
| Клуб               | Лига             | Сезон            | Игры | Голы | Игры  | Голы  | Игры       | Голы       | Игры  | Голы  |
| ------------------ | ---------------- | ---------------- | ---- | ---- | ----- | ----- | ---------- | ---------- | ----- | ----- |
| Пари Сен-Жермен II | Насьональ 2      | 2013/14          | 0    | 0    | —     | —     | —          | —          | 0     | 0     |
| Пари Сен-Жермен II | Насьональ 2      | 2014/15          | 5    | 0    | —     | —     | —          | —          | 5     | 0     |
| Пари Сен-Жермен II | Насьональ 2      | 2015/16          | 10   | 0    | —     | —     | —          | —          | 10    | 0     |
| Пари Сен-Жермен II | Итого            | Итого            | 15   | 0    | 0     | 0     | 0          | 0          | 15    | 0     |
| Бари               | Серия B          | 2016/17          | 5    | 0    | 0     | 0     | —          | —          | 5     | 0     |
| Бари               | Итого            | Итого            | 5    | 0    | 0     | 0     | 0          | 0          | 5     | 0     |
| → Виченца          | Серия B          | 2016/17          | 3    | 0    | 0     | 0     | —          | —          | 3     | 0     |
| → Виченца          | Итого            | Итого            | 3    | 0    | 0     | 0     | 0          | 0          | 3     | 0     |
| → Грассхоппер      | Суперлига        | 2017/18          | 32   | 0    | 3     | 0     | —          | —          | 35    | 0     |
| → Грассхоппер      | Итого            | Итого            | 32   | 0    | 3     | 0     | 0          | 0          | 35    | 0     |
| Грассхоппер        | Суперлига        | 2017/18          | 15   | 0    | 1     | 0     | —          | —          | 16    | 0     |
| Грассхоппер        | Итого            | Итого            | 15   | 0    | 1     | 0     | 0          | 0          | 16    | 0     |
| Ренн               | Лига 1           | 2018/19          | 7    | 0    | 2     | 0     | 0          | 0          | 9     | 0     |
| Ренн               | Лига 1           | 2019/20          | 1    | 0    | 0     | 0     | 2          | 0          | 3     | 0     |
| Ренн               | Итого            | Итого            | 8    | 0    | 2     | 0     | 2          | 0          | 12    | 0     |
| → Анже             | Лига 1           | 2019/20          | 5    | 0    | 0     | 0     | —          | —          | 5     | 0     |
| → Анже             | Итого            | Итого            | 5    | 0    | 0     | 0     | 0          | 0          | 5     | 0     |
| Всего за карьеру   | Всего за карьеру | Всего за карьеру | 83   | 0    | 6     | 0     | 2          | 0          | 91    | 0     |

### В сборной
| Матчи и голы Сулеймана Думбия за национальную сборную Кот-д’Ивуара | Матчи и голы Сулеймана Думбия за национальную сборную Кот-д’Ивуара | Матчи и голы Сулеймана Думбия за национальную сборную Кот-д’Ивуара | Матчи и голы Сулеймана Думбия за национальную сборную Кот-д’Ивуара | Матчи и голы Сулеймана Думбия за национальную сборную Кот-д’Ивуара | Матчи и голы Сулеймана Думбия за национальную сборную Кот-д’Ивуара |
| №                                                                  | Дата                                                               | Оппонент                                                           | Счёт                                                               | Голы                                                               | Соревнование                                                       |
| ------------------------------------------------------------------ | ------------------------------------------------------------------ | ------------------------------------------------------------------ | ------------------------------------------------------------------ | ------------------------------------------------------------------ | ------------------------------------------------------------------ |
| 1                                                                  | 15 июня 2019                                                       | Уганда                                                             | 0:1                                                                | 0                                                                  | Товарищеский матч                                                  |
| 2                                                                  | 24 июня 2019                                                       | ЮАР                                                                | 1:0                                                                | 0                                                                  | Кубок африканских наций 2019                                       |
| 3                                                                  | 6 сентября 2019                                                    | Бенин                                                              | 1:2                                                                | 0                                                                  | Товарищеский матч                                                  |
| 3                                                                  | 10 сентября 2019                                                   | Тунис                                                              | 2:1                                                                | 0                                                                  | Товарищеский матч                                                  |

Итого:4 матча и 0 голов; 2 победы, 0 ничьих, 2 поражения.